# حاجی‌آباد (شازند)
حاجی‌آباد (شازند)، روستایی از توابع بخش مرکزی شهرستان شازند در استان مرکزی ایراناست.

## جمعیت
این روستا در دهستان کوهسار قرار دارد و براساس سرشماری مرکز آمار ایران در سال ۱۳۸۵، جمعیت آن 1720 نفر (700خانوار) بوده‌است.
روستای حاجی‌آباد در منطقه شهباز شازند واقع شده است. فاصله این روستا تا شهرستان اراک حدود ۴۵ کیلومتر می‌باشد. در این روستا تعداد 700خانوار زندگی می‌کنند. شغل اصلی اهالی روستا دامپروری و کشاورزی می‌باشد. محصولات کشاورزی این روستا شامل: گندم و جو می‌باشد.